# Claudio Sabattini
Claudio Sabattini (Bologna, 28 aprile 1938 – Bologna, 3 settembre 2003) è stato un sindacalista italiano.

## Biografia
Nasce da Arduino e Aurora Bonaveri da famiglia comunista e antifascista perseguitata già negli anni trenta e per questo esule per due anni in Francia. Il padre partecipa alla lotta partigiana come gappista insieme allo zio paterno che è stato tra i fondatori del PCI a Bologna. 
Nell'infanzia di Claudio particolare rilievo assume il rapporto profondo con la zia Nerina, staffetta partigiana. 
Claudio frequenta il liceo classico da cui esce con un riconoscimento altissimo e poi la facoltà di filosofia all'università. Si laurea con il professor Santucci con il massimo di riconoscimento con una tesi sul pensiero di Rosa Luxemburg.

## Attività sindacale e politica
Inizia molto presto la militanza politica nella Fgci (dopo aver partecipato alla esperienza dei Pionieri) da dove partecipa attivamente nel 1956 alla travagliata discussione sui fatti di Ungheria. 
Eletto nel 1959 segretario della Fgci di Bologna (che in quel periodo organizza 20.000 iscritti in gran parte operai e apprendisti) e regionale dell'Emilia-Romagna. 
Il suo ruolo in questa veste è decisivo nell'elezione nel 1961 di Achille Occhetto a segretario nazionale della Fgci. Fa parte del gruppo dirigente che caratterizza in quel periodo la Fgci su una linea di ricerca autonoma, antistalinista e innovatrice.
Nel 1965 è oggetto di un grave incidente accaduto in una sezione del PCI con conseguenze che si protraggono fino alla fine del 1966. 
In questi anni partecipa alla discussione interna al PCI, schierandosi con Pietro Ingrao in una posizione di riflessione critica. 
Nel 1967 entra nell'apparato della Camera del lavoro di Bologna e successivamente entra nella segreteria diretta da Sighinolfi. 
In questo periodo Claudio guida e costruisce l'esperienza fondamentale della Sezione universitaria comunista (Suc) Jaime Pintor. 
La Suc si caratterizza per la riflessione, la ricerca e la pratica critica sul sistema dell'Unione Sovietica, sulla teoria leninista e le sue radici nella II Internazionale. 
Nel 1968 in seguito alle vicende cecoslovacche la Suc vota un documento che definisce "non riformabile" il sistema dei paesi a socialismo reale. 
Attua nel contempo la valorizzazione e il recupero delle istanze libertarie e democratiche di Rosa Luxemburg, di Karl Korsch, insieme all'attenzione per la riflessione dei Quaderni Rossi di Panzieri.
Il ruolo che la Suc svolge nel corso di questi anni '67-69 è ampiamente riconosciuto in tutto il movimento studentesco. Bologna è una delle poche realtà, se non l'unica, in cui una struttura del PCI partecipa appieno alle lotte del movimento studentesco e operaio e costruisce tra di loro un rapporto. 
Dal ’61 al ’69 Claudio Sabattini viene eletto per due volte Consigliere comunale a Bologna nella lista del PCI. Si dimette nel ’69 applicando le norme statutarie della Cgil che ritengono incompatibili la responsabilità politica e quella sindacale.
Nel 1970 diventa segretario generale della Fiom di Bologna che si caratterizza per l'iniziativa sindacale e contrattuale su cottimo, ambiente e democrazia.      
Sono parte integrante di questa esperienza la ricerca, l'analisi e la pratica contrattuale sulle piccole e medie imprese e sul decentramento, il rapporto lavoro-studio e le 150 ore, le richieste del contributo dell'1% da parte delle imprese per contribuire al finanziamento dei servizi sociali. 
Nel 1974 nasce il figlio Simone con il quale si determina un rapporto profondo. 
Nello stesso anno viene eletto segretario generale della Fiom di Brescia, un'esperienza importante di direzione e fondamentale per Claudio in particolare in quanto instaura un rapporto con i lavoratori della siderurgia. In questo periodo è a Brescia quando nel corso di una manifestazione avviene l'attentato terroristico a Piazza della Loggia che provoca una strage.
Nel 1977 Claudio Sabattini viene eletto nella segreteria nazionale della Fiom e assume l'incarico di responsabile della Fiat e dell'auto. Di particolare rilievo la gestione della vertenza Fiat di tutta questa fase ('77-79-80), la conquista della mezz'ora di pausa per i turnisti e l'accordo sui gruppi di produzione all'Alfa Romeo. 
Guida la lotta del 1980 alla Fiat contro la ristrutturazione e la cassa integrazione a zero ore. 
Successivamente accetta la proposta di entrare a far parte della segreteria regionale della Cgil della Calabria, ma la proposta non viene accettata e quindi per un breve periodo entra nella segreteria della Camera del lavoro di Genova.
Subito dopo torna in Emilia-Romagna dove collabora per un lungo periodo con l'Istituto ricerche economiche e sociali (IRES). 
Nel 1984 Claudio viene nuovamente chiamato a Roma, in una prima fase nell'ufficio industria dove svolge un ruolo centrale nella realizzazione del Protocollo IRI sulle relazioni industriali, estremo tentativo per affermare un'alternativa a quanto stava ovunque imponendosi. 
Successivamente dirige l'Ufficio internazionale della Cgil, dove profonde grande impegno sulla questione palestinese. 
Nel 1989 viene eletto nella segreteria regionale Cgil del Piemonte di cui diventa segretario generale nel 1991. 
Nel 1993, dopo un lungo periodo, riprendono gli scioperi alla Fiat a fronte dell'ennesimo processo di ristrutturazione e licenziamenti collettivi. 
Nel 1994 Claudio Sabattini viene eletto segretario generale nazionale della Fiom e contribuisce in modo assolutamente decisivo al rilancio di ruolo e funzione del sindacato in primo luogo nel rapporto con i lavoratori. 
La Fiom partecipa fin dall'inizio al movimento contro l'attuale globalizzazione sulla base di una precisa analisi del rapporto tra processi politici e sociali nazionali e internazionali. 
Democrazia, contrattazione, indipendenza, pace sono gli aspetti centrali su cui, a partire dal Convegno di Maratea nel 1995, si apre un percorso di crescita e di radicamento della Fiom tra le lavoratrici e i lavoratori metalmeccanici. La democrazia diventa oggetto di identità della stessa Fiom, mentre contro di essa si sviluppa la pratica degli accordi separati e dell'offensiva contro i diritti.
Nel 2002 a seguito della scadenza statutaria, Claudio Sabattini lascia l'incarico di segretario generale della Fiom e viene proposto come segretario generale della Cgil della Sicilia. 
Le opposizioni registrate nei confronti di questa proposta portano la Fiom nazionale a proporre Claudio Sabattini segretario generale della Sicilia contando sulla sua assoluta disponibilità; viene eletto all'unanimità alla carica e svolge un ruolo di grande importanza nel merito delle scelte nella gestione della lotta dei lavoratori della Fiat di Termini Imerese.
Claudio Sabattini muore dopo breve malattia nel settembre 2003.